# Овсянніков Денис Анатолійович
Денис Овсянніков (нар. 10 грудня 1984) — український футзаліст, граючий тренер клубу «Суха Балка», а також виступав за збірну України з футзалу.

## Кар‘єра
Кар‘єру розпочинав у Харкові, де займався у школі «Моноліта» та ДЮСШ «ЕХО». Згодом виступав за такі українські клуби як «Тайм», «Енергію», «Єнакієвець», «Локомотив» та «Моноліт». З львівською «Енергією» тричі ставав чемпіоном України з футзалу та чотириразовим володарем Кубка України. Є одним із кращих бомбардирів українського футзалу 21 століття (213 забитих голів в чемпіонаті).   
З 2022 року був граючим (головним) тренером клубу «МСК Харків». (22 матчі - 10 голів). По завершенню сезону 2022/23 залишив команду і перейшов до першолігової «Сухої Балки» із Жовтих Вод.    

## Збірна України
У 2006 році дебютував у футболці збірної України. У подальшому упродовж десяти років був основним гравцем команди. За цей час забив 49 голів і наразі являється третім бомбардиром в історії національної збірної з футзалу.

## Досягнення
- Чемпіонат України з футзалу (4):[5][2] 2008—2009, 2009—2010, 2011—2012, 2014—2015
- Кубок України з футзалу (6): 2009—2010, 2010—2011, 2011—2012, 2012—2013, 2013—2014, 2015—2016
- Суперкубок України з футзалу (4): 2009, 2014, 2015, 2016
- Чемпіон Румунії з футзалу: 2018—2019
- Суперкубок Румунії з футзалу: 2018—2019

Закінчив Харківський національний університет імені В. Н. Каразіна (історичний факультет).